# Patrick Pigneter
Patrick Pigneter (* 19. Juli 1987 in Bozen) ist ein italienischer Naturbahnrodler. Mit 12 Weltmeistertiteln, 12 Europameistertiteln, vier Titeln bei Juniorenwelt- und Europameisterschaften, insgesamt 122 Weltcupsiegen, davon 54 im Einsitzer und 68 im Doppelsitzer, 12 Gesamtweltcupsiegen im Einsitzer und 13 Gesamtweltcupsiegen im Doppelsitzer ist er der erfolgreichste Naturbahnrodler der Gegenwart. Pigneter lebt in Völs am Schlern.

## Karriere

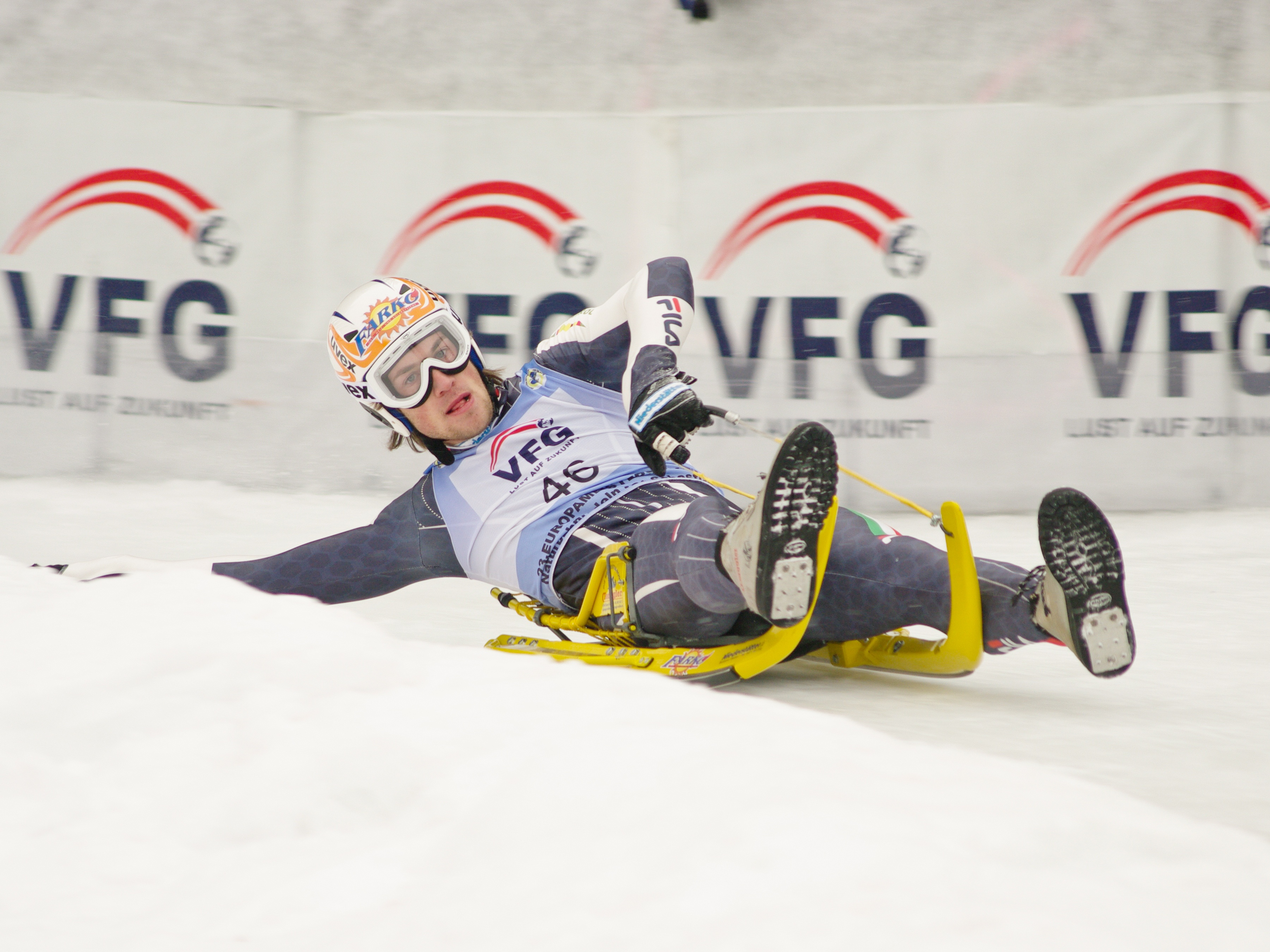
Patrick Pigneter bei der EM 2010

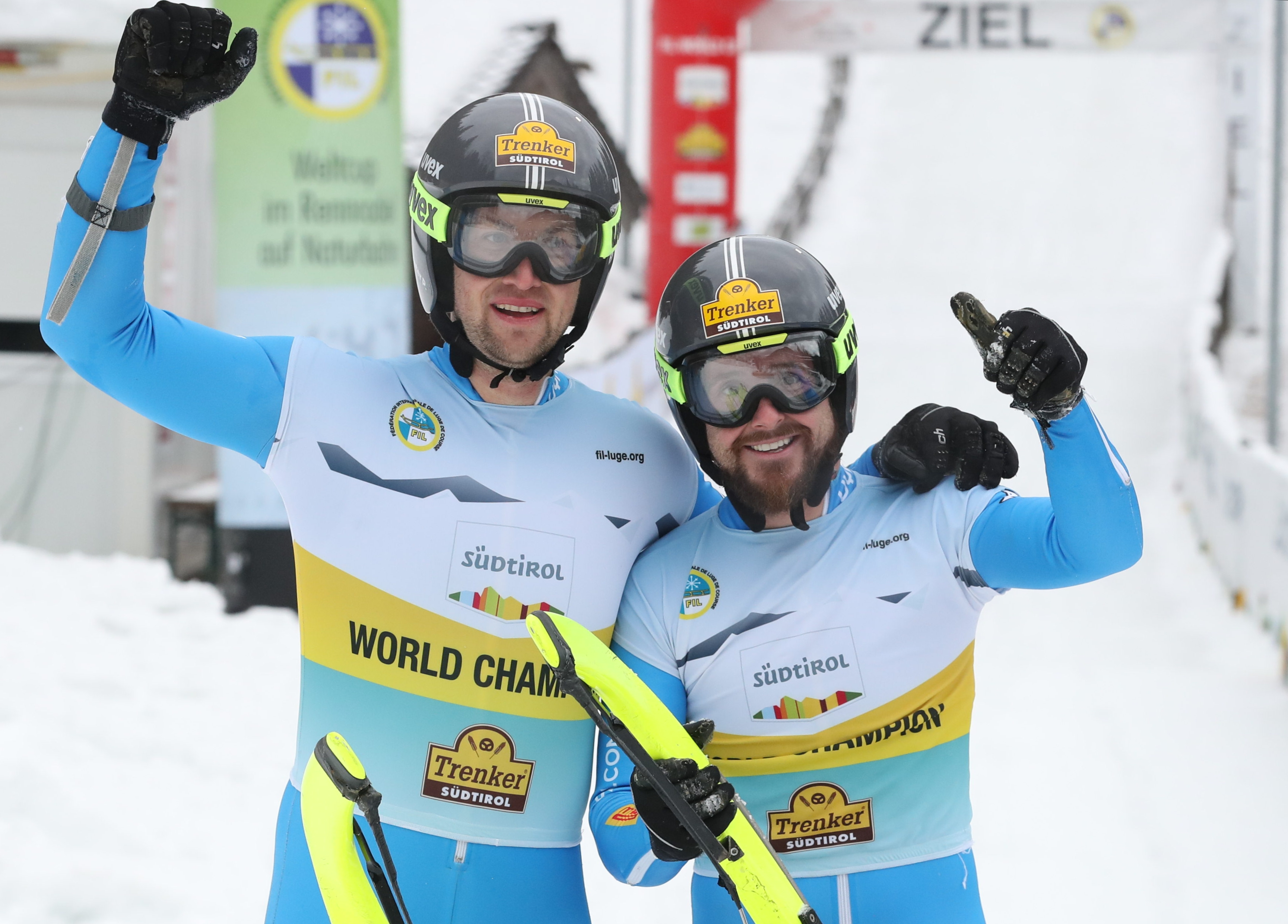
Pigneter/Clara bei ihrem 65. Weltcupsieg in Mariazell (2022)

Patrick Pigneter bestritt sein erstes Rennen im Alter von neun Jahren. Schon sein Vater Raimund Pigneter war ein erfolgreicher Naturbahnrodler. Er wurde 1980 Weltmeister und 1985 Europameister im Doppelsitzer. Die ersten internationalen Erfolge gelangen Patrick Pigneter in der Saison 2003/2004, als er die Einsitzer-Gesamtwertung des Intercontinentalcups gewann und bei der  Juniorenweltmeisterschaft 2004 in Kindberg Zweiter im Einsitzer wurde. Eine Woche nach der Junioren-WM nahm er auch erstmals an Titelkämpfen in der Allgemeinen Klasse teil. Bei der Europameisterschaft 2004 in Hüttau wurde er Sechster im Einsitzer. Anschließend bestritt er im Februar 2004 seine ersten beiden Weltcuprennen, die er jeweils an siebenter Position beendete.
Bereits im folgenden Winter gelang Pigneter der Anschluss an die absolute Weltspitze. Im Dezember 2004 feierte er in seinem dritten Weltcuprennen, zeitgleich mit Landsmann Anton Blasbichler, den ersten Sieg und mit einem weiteren Podestplatz in Latzfons erreichte er in der Saison 2004/2005 den vierten Gesamtrang im Einsitzer-Weltcup. Bei der Weltmeisterschaft 2005 in Latsch gewann er die Bronzemedaille im Einsitzer und bei der Junioreneuropameisterschaft 2005 die Silbermedaille im Einsitzer und mit Alexander Pamer die Bronzemedaille im Doppelsitzer.
Zu Beginn der Saison 2005/2006 gewann Pigneter sein zweites Weltcuprennen. Anschließend erzielte er in allen weiteren Rennen den zweiten Platz, womit der damals 18-Jährige mit einem Vorsprung von 20 Punkten auf den Österreicher Gernot Schwab zum ersten Mal den Gesamtweltcup im Einsitzer gewann. Im Januar 2006 bestritt Pigneter mit dem um ein Jahr jüngeren Florian Clara auch sein erstes Weltcuprennen im Doppelsitzer, das sie an sechster Stelle beendeten. Bei der Europameisterschaft 2006 gewann Pigneter Bronze im Einsitzer und bei der Juniorenweltmeisterschaft 2006 gewann er Gold im Einsitzer und zusammen mit Clara ebenfalls Gold im Doppelsitzer.
In der Saison 2006/2007 gewann Pigneter fünf von sechs Weltcuprennen im Einsitzer, womit er seinen Gesamtsieg aus dem Vorjahr erfolgreich verteidigen konnte. Im Doppelsitzer bestritten Pigneter/Clara in diesem Winter drei Weltcuprennen. Dabei gelang ihnen gleich beim ersten Saisonstart in Longiarü der erste Sieg und am Saisonende folgte in Moos in Passeier noch ein zweiter Platz. Bei der Weltmeisterschaft 2007 in Grande Prairie gewann Pigneter Bronze im Einsitzer und zusammen mit Renate Gietl und Florian Clara Silber im Mannschaftswettbewerb. Im Doppelsitzerrennen wurde das Duo Pigneter/Clara jedoch disqualifiziert, weil die Schienen ihrer Rodel, ebenso wie bei drei anderen Paaren, die zulässige Maximaltemperatur überschritten. In der Juniorenklasse war Pigneter auch in diesem Winter nicht zu schlagen. Bei der Junioreneuropameisterschaft 2007 in St. Sebastian siegte er wie schon im Vorjahr bei der Junioren-WM sowohl im Einsitzer als auch im Doppelsitzer. Im Jahr 2007 gewann er zudem seinen ersten von bisher neun Italienischen Meistertiteln.
Eine besondere Leistung gelang dem Doppelsitzerpaar Patrick Pigneter und Florian Clara im Winter 2007/2008. In ihrer ersten vollen Weltcupsaison konnten sie alle sechs Wettkämpfe für sich entscheiden und damit zum ersten Mal den Gesamtweltcup gewinnen. Auch im Einsitzer war Pigneter weiterhin das Maß der Dinge. Er gewann vier Weltcuprennen und erzielte zwei zweite Plätze, womit er zum dritten Mal in Folge Gesamtsieger im Einsitzer-Weltcup wurde. Bei der Europameisterschaft 2008 in Olang blieb Pigneter allerdings ohne Sieg. Im Einsitzer belegte er hinter Robert Batkowski und Anton Blasbichler den dritten Rang und im Doppelsitzer blieb das im Weltcup ungeschlagene Doppel Pigneter/Clara an zweiter Stelle hinter den Russen Pawel Porschnew und Iwan Lasarew.
Die Saison 2008/2009 brachte Pigneter erneut große Erfolge. Im Einsitzer gewann er mit vier Rennsiegen zum vierten Mal den Gesamtweltcup und im Doppelsitzer erreichte er mit Florian Clara ebenfalls vier Siege, womit er auch den Gesamtsieg im Doppelsitzerweltcup wiederholen konnte. Diesmal war er auch beim Höhepunkt des Winters, der Weltmeisterschaft 2009 in Moos in Passeier, nicht zu schlagen. Pigneter gewann alle drei Goldmedaillen im Einsitzer, im Doppelsitzer und im Mannschaftswettbewerb. Damit ist er der bisher einzige, der sowohl im Einsitzer als auch im Doppelsitzer Weltmeister wurde.
Bei der Europameisterschaft 2010 in St. Sebastian konnte Pigneter diesen Dreifachtriumph fast wiederholen. Er gewann den Einsitzer- und den Doppelsitzerwettbewerb, wurde aber mit dem Team Italien I im Mannschaftswettbewerb nur Zweiter. In der Weltcupsaison 2009/2010 sicherte sich Pigneter mit drei Siegen, zwei zweiten und einem dritten Platz zum fünften Mal in ununterbrochener Folge den Gesamtsieg im Einsitzer-Weltcup. Damit ist er nun vor Anton Blasbichler, der von 1996 bis 2005 viermal den Gesamtweltcup gewann, derjenige mit den meisten Gesamtweltcupsiegen im Einsitzer. Im Doppelsitzer gewannen Pigneter/Clara vier von sechs Saisonrennen und damit zum dritten Mal in Folge den Gesamtweltcup, was vor ihnen im Doppelsitzer noch niemanden gelungen war.
In der Saison 2010/2011 gewann Pigneter vier der sechs Saisonrennen im Einsitzer und damit zum sechsten Mal den Gesamtweltcup. Im Doppelsitzer gelangen dem Duo Pigneter/Clara drei Siege und damit der vierte Gesamtweltcupsieg in Folge. Am Ende der Saison hielt Pigneter bei insgesamt 22 Weltcupsiegen im Einsitzer, womit er den bisherigen Rekordsieger Anton Blasbichler, der 20 Rennen gewann, überholte. Bei der Weltmeisterschaft 2011 in Umhausen musste sich Pigneter im Einsitzer den Österreichern Gerald Kammerlander und Robert Batkowski geschlagen geben. Im Doppelsitzer gewann er mit Florian Clara die Silbermedaille hinter den Russen Porschnew/Lasarew. Pigneter und Clara starteten als Doppel auch im Mannschaftswettbewerb und gewannen zusammen mit Renate Gietl und Anton Blasbichler die Goldmedaille.
Die Saison 2011/2012 begann Pigneter in Latzfons mit Siegen im Ein- und Doppelsitzer. Seither hält das Duo Pigneter/Clara den alleinigen Rekord an Weltcupsiegen im Doppelsitzer vor den Österreichern Reinhard Beer und Herbert Kögl. Im Einsitzer gewann Pigneter auch die weiteren fünf Weltcuprennen des Jahres, womit es erstmals einem Naturbahnrodler im Herren-Einsitzer gelang, alle Weltcuprennen einer Saison für sich zu entscheiden. Im Doppelsitzer gelang Pigneter/Clara aber nur ein weiterer Sieg, wodurch sie im Gesamtweltcup von den Russen Porschnew/Lasarew auf den zweiten Platz verdrängt wurden. Bei der Europameisterschaft 2012 in Nowouralsk gewann Pigneter zum zweiten Mal in Folge den Titel im Einsitzer, während Pigneter/Clara im Doppelsitzer wegen eines Defektes am Schlitten das Rennen nach einem Wertungslauf aufgaben. Im Mannschaftswettbewerb belegte er mit seinen Teamkollegen den vierten Platz.

## Erfolge
(Doppelsitzer mit Florian Clara)

### Weltmeisterschaften
- Latsch 2005: 3. Einsitzer
- Grande Prairie 2007: 3. Einsitzer, 2. Mannschaft
- Moos in Passeier 2009: 1. Einsitzer, 1. Doppelsitzer, 1. Mannschaft
- Umhausen 2011: 3. Einsitzer, 2. Doppelsitzer, 1. Mannschaft
- Deutschnofen 2013: 1. Einsitzer, 1. Doppelsitzer, 1. Mannschaft
- Sankt Sebastian 2015: 1. Einsitzer, 1. Doppelsitzer
- Vatra Dornei 2017: 2. Doppelsitzer, 2. Mannschaft, 4. Einsitzer
- Latzfons 2019: 1. Doppelsitzer, 1. Mannschaft
- Umhausen 2021: 1. Doppelsitzer, 3. Einsitzer
- Deutschnofen 2023: 2. Doppelsitzer, 4. Einsitzer
- Kühtai 2025: 3. Einsitzer

### Europameisterschaften
- Hüttau 2004: 6. Einsitzer
- Umhausen 2006: 3. Einsitzer
- Olang 2008: 2. Doppelsitzer, 3. Einsitzer
- St. Sebastian 2010: 1. Einsitzer, 1. Doppelsitzer, 2. Mannschaft
- Nowouralsk 2012: 1. Einsitzer, 4. Mannschaft
- Umhausen 2014: 1. Einsitzer, 1. Doppelsitzer, 1. Mannschaft
- Passeier 2016: 1. Doppelsitzer, 1. Mannschaft, 2. Einsitzer
- Obdach 2018: 1. Doppelsitzer, 2. Mannschaft, 3. Einsitzer
- Moskau 2020: 1. Mannschaft, 3. Doppelsitzer, 8. Einsitzer
- Laas 2022: 2. Doppelsitzer, 4. Einsitzer
- Jaufental 2024: 1. Einsitzer, 1. Mannschaft

### Juniorenweltmeisterschaften
- Kindberg 2004: 2. Einsitzer
- Garmisch-Partenkirchen 2006: 1. Einsitzer, 1. Doppelsitzer

### Junioreneuropameisterschaften
- Kreuth 2003: 10. Einsitzer
- Kandalakscha 2005: 2. Einsitzer, 3. Doppelsitzer (mit Alexander Pamer)
- St. Sebastian 2007: 1. Einsitzer, 1. Doppelsitzer

### Weltcup
- 11× Gesamtweltcupsieg im Einsitzer in den Saisonen 2005/06, 2006/07, 2007/08, 2008/09, 2009/10, 2010/11, 2011/12, 2012/13, 2013/14, 2014/15, 2015/16 und 2023/24
- 13× Gesamtweltcupsieg im Doppelsitzer in den Saisonen 2007/08, 2008/09, 2009/10, 2010/11, 2012/13, 2013/14, 2014/15, 2015/16, 2017/18, 2018/19, 2019/20, 2020/21 und 2021/22
- 200 Podestplätze, davon 122 Siege:

| Datum               | Ort                    | Land        |
| ------------------- | ---------------------- | ----------- |
| 18. Dezember 2004 1 | Campill                | Italien     |
| 11. Dezember 2005   | Longiarü               | Italien     |
| 4. Januar 2007      | Latsch                 | Italien     |
| 14. Januar 2007     | Umhausen               | Österreich  |
| 4. Februar 2007 2   | Umhausen               | Österreich  |
| 9. Februar 2007     | Moos in Passeier       | Italien     |
| 11. Februar 2007    | Moos in Passeier       | Italien     |
| 23. Dezember 2007   | Moos in Passeier       | Italien     |
| 27. Januar 2008     | Latsch                 | Italien     |
| 23. Februar 2008    | Železniki              | Slowenien   |
| 24. Februar 2008    | Železniki              | Slowenien   |
| 25. Januar 2009     | Unterammergau          | Deutschland |
| 31. Januar 2009     | Deutschnofen           | Italien     |
| 25. Februar 2009    | Nowouralsk             | Russland    |
| 27. Februar 2009    | Nowouralsk             | Russland    |
| 10. Januar 2010     | Umhausen               | Österreich  |
| 7. Februar 2010     | Latzfons               | Italien     |
| 27. Februar 2010    | Garmisch-Partenkirchen | Deutschland |
| 11. Dezember 2010   | Nowouralsk             | Russland    |
| 12. Dezember 2010   | Nowouralsk             | Russland    |
| 16. Januar 2011     | Gsies                  | Italien     |
| 26. Februar 2011    | Olang                  | Italien     |
| 8. Januar 2012      | Latzfons               | Italien     |
| 15. Januar 2012     | Olang                  | Italien     |
| 22. Januar 2012     | Železniki              | Slowenien   |
| 29. Januar 2012     | Deutschnofen           | Italien     |
| 16. Februar 2012    | Nowouralsk             | Russland    |
| 3. März 2012        | Umhausen               | Österreich  |
| 30. Dezember 2012   | Laas                   | Italien     |
| 19. Januar 2013     | Umhausen               | Österreich  |
| 24. Februar 2013    | Vatra Dornei           | Rumänien    |
| 27. Februar 2013    | Vatra Dornei           | Rumänien    |
| 22. Dezember 2013   | Nowouralsk             | Russland    |
| 12. Januar 2014     | Moos in Passeier       | Italien     |
| 18. Januar 2014     | Umhausen               | Österreich  |
| 26. Januar 2014     | Olang                  | Italien     |
| 14. Dezember 2014   | Kühtai                 | Österreich  |
| 4. Januar 2015      | Laas                   | Italien     |
| 1. Februar 2015     | Vatra Dornei           | Rumänien    |
| 14. Februar 2015    | Umhausen               | Österreich  |
| 14. Dezember 2015   | Kühtai                 | Österreich  |
| 10. Januar 2016     | Latsch                 | Italien     |
| 17. Januar 2016     | Vatra Dornei           | Rumänien    |
| 11. Dezember 2016   | Kühtai                 | Österreich  |
| 8. Januar 2017      | Latsch                 | Italien     |
| 22. Januar 2017     | Železniki              | Slowenien   |
| 7. Januar 2018      | Latzfons               | Italien     |
| 16. Februar 2019    | Umhausen               | Österreich  |
| 29. Januar 2023     | Deutschnofen           | Italien     |
| 17. Dezember 2023   | Kühtai                 | Österreich  |
| 20. Januar 2024     | Umhausen               | Österreich  |
| 21. Januar 2024     | Umhausen               | Österreich  |
| 3. Februar 2024     | Jaufental              | Italien     |
| 18. Februar 2024    | Winterleiten           | Österreich  |

| Datum             | Ort                 | Land        |
| ----------------- | ------------------- | ----------- |
| 21. Januar 2007   | Longiarü            | Italien     |
| 23. Dezember 2007 | Latsch              | Italien     |
| 13. Januar 2008   | Umhausen            | Österreich  |
| 20. Januar 2008   | Umhausen            | Österreich  |
| 27. Januar 2008   | Latsch              | Italien     |
| 23. Februar 2008  | Železniki           | Slowenien   |
| 24. Februar 2008  | Železniki           | Slowenien   |
| 25. Januar 2009   | Unterammergau       | Deutschland |
| 31. Januar 2009   | Deutschnofen        | Italien     |
| 25. Februar 2009  | Nowouralsk          | Russland    |
| 27. Februar 2009  | Nowouralsk          | Russland    |
| 17. Dezember 2009 | Nowouralsk          | Russland    |
| 10. Januar 2010   | Umhausen            | Österreich  |
| 24. Januar 2010   | Latsch              | Italien     |
| 7. Februar 2010   | Latzfons            | Italien     |
| 10. Dezember 2010 | Nowouralsk          | Russland    |
| 23. Januar 2011   | Kindberg            | Österreich  |
| 25. Februar 2011  | Olang               | Italien     |
| 7. Januar 2012    | Latzfons            | Italien     |
| 28. Januar 2012   | Deutschnofen        | Italien     |
| 29. Dezember 2012 | Laas                | Italien     |
| 12. Januar 2013   | Moos in Passeier    | Italien     |
| 2. Februar 2013   | Kindberg            | Österreich  |
| 23. Februar 2013  | Vatra Dornei        | Rumänien    |
| 5. Januar 2014    | Seiser Alm          | Italien     |
| 11. Januar 2014   | Moos in Passeier    | Italien     |
| 17. Januar 2014   | Umhausen            | Österreich  |
| 25. Januar 2014   | Olang               | Italien     |
| 18. Februar 2014  | Vatra Dornei        | Rumänien    |
| 13. Dezember 2014 | Kühtai              | Österreich  |
| 10. Januar 2015   | Deutschnofen        | Italien     |
| 24. Januar 2015   | Obdach-Winterleiten | Österreich  |
| 31. Januar 2015   | Vatra Dornei        | Rumänien    |
| 15. Februar 2015  | Umhausen            | Österreich  |
| 14. Dezember 2015 | Kühtai              | Österreich  |
| 10. Januar 2016   | Latsch              | Italien     |
| 17. Januar 2016   | Vatra Dornei        | Rumänien    |
| 25. Januar 2016   | Moskau              | Russland    |
| 1. Februar 2016   | Deutschnofen        | Italien     |
| 20. Februar 2016  | Umhausen            | Österreich  |
| 11. Dezember 2016 | Kühtai              | Österreich  |
| 22. Januar 2017   | Železniki           | Slowenien   |
| 3. Dezember 2017  | Kühtai              | Österreich  |
| 7. Januar 2018    | Latzfons            | Italien     |
| 14. Januar 2018   | Passeiertal         | Italien     |
| 21. Januar 2018   | Sankt Sebastian     | Österreich  |
| 17. Februar 2018  | Umhausen            | Österreich  |
| 12. Januar 2019   | Winterleiten        | Österreich  |
| 20. Januar 2019   | Moskau              | Russland    |
| 27. Januar 2019   | Deutschnofen        | Italien     |
| 10. Februar 2019  | Vatra Dornei        | Rumänien    |
| 10. Januar 2020   | Passeiertal         | Italien     |
| 12. Januar 2020   | Passeiertal         | Italien     |
| 19. Januar 2020   | Vatra Dornei        | Rumänien    |
| 26. Januar 2020   | Deutschnofen        | Italien     |
| 15. Februar 2020  | Umhausen            | Österreich  |
| 17. Dezember 2020 | Winterleiten        | Österreich  |
| 18. Dezember 2020 | Winterleiten        | Österreich  |
| 15. Januar 2021   | Passeiertal         | Italien     |
| 9. Februar 2021   | Laas                | Italien     |
| 8. Januar 2021    | Umhausen            | Österreich  |
| 15. Januar 2021   | Umhausen            | Österreich  |
| 23. Januar 2021   | Vatra Dornei        | Rumänien    |
| 29. Januar 2022   | Deutschnofen        | Italien     |
| 20. Februar 2022  | Mariazell           | Österreich  |
| 28. Januar 2023   | Deutschnofen        | Italien     |
| 17. Februar 2023  | Umhausen            | Österreich  |
| 18. Februar 2023  | Umhausen            | Österreich  |

### Italienische Meisterschaften
- Sechsfacher Italienischer Meister im Einsitzer (2007, 2009, 2011 bis 2014)
- Siebenfacher Italienischer Meister im Doppelsitzer (2008 bis 2014)